# جوديت سيمكس
جوديت سيمكس (بالمجرية: Simics Judit)‏ (مواليد 28 سبتمبر 1967) هي لاعبة كرة يد مجرية سابقة شاركت في دورة الألعاب الأولمبية الصيفية لعام 2000 ، حيث فازت بالميدالية الفضية مع الفريق المجري. لعبت في ست مباريات وسجلت ثلاثة أهداف.

## روابط خارجية
- يوديت شيميتش على موقع أوليمبيديا (الإنجليزية)
- يوديت شيميتش على موقع اللجنة الأولمبية المجرية (الهنغارية)